# Lixophaga unicolor
Lixophaga unicolor är en tvåvingeart som först beskrevs av Smith 1917.  Lixophaga unicolor ingår i släktet Lixophaga och familjen parasitflugor. Inga underarter finns listade i Catalogue of Life.